# بوغه
بوغه (به عربی: البوغة) یک منطقهٔ مسکونی در عراق است که در استان نینوا واقع شده‌است. بوغه ۲٬۲۳۵ نفر جمعیت دارد و ۴۰۲ متر بالاتر از سطح دریا واقع شده‌است.